# Detlev von Larcher
Detlev von Larcher (* 30. März 1937 in Sibiu, Rumänien) ist ein deutscher Politiker (ehemals SPD) und ehemaliger Abgeordneter des Deutschen Bundestages.

## Leben
Von Larcher besuchte die Hauptschule in Sibiu (Hermannstadt) und anschließend das Realgymnasium in Neubeuern am Inn. Danach studierte er evangelische Theologie in Neuendettelsau, Hamburg und Göttingen. Nach dem ersten Examen studierte er Sozialwissenschaften in Göttingen und beendete dieses als Diplomsozialwirt. Er arbeitete bis zu seinem Einstieg in die Politik als Sozialwissenschaftler an der zentralen wissenschaftlichen Einrichtung „Arbeit und Betrieb“ der Universität Bremen. Er ist Segelflieger und Fluglehrer im Bremer Verein für Luftfahrt e. V. Er ist verheiratet und hat drei Kinder.

## Politik
Von Larcher trat im Jahr 1969 der SPD bei und war Unterbezirksvorsitzender im Unterbezirk Diepholz. Er war Mitglied des Parteirates und Vorsitzender der Arbeitsgruppe innerparteiliche Bildungsarbeit beim Parteivorstand. Er ist Mitglied der Gewerkschaft ver.di und der Arbeiterwohlfahrt. Von 1990 bis 2002 war er Mitglied des Deutschen Bundestages. Bis zur Bundestagswahl im Jahr 2002 war er im Finanzausschuss tätig. Detlev von Larcher ist 1998 als direkt gewählter Abgeordneter des Wahlkreises Diepholz und davor stets über die Landesliste Niedersachsen in den Bundestag eingezogen.
Schon als Abgeordneter trat er 2000 Attac bei und gehört damit zu den ersten 200 Mitgliedern. Seit seinem Ausscheiden aus dem Bundestag 2002 engagiert er sich aktiv für Attac. Da Detlev von Larcher in einem Leserbrief im Dezember 2007 in der Frankfurter Allgemeinen zur Wahl der Partei Die Linke bei den Landtagswahlen 2008 in Niedersachsen und Hessen aufrief, hat der SPD-Unterbezirk Diepholz ihn am 7. April 2008 im Rahmen eines Parteiordnungsverfahrens aus der SPD ausgeschlossen.